# Sérgio Gonçalves
Sérgio Miguel Sousa Gonçalves, né le 7 avril 1979 à Funchal, est un économiste et homme politique portugais, membre du Parti socialiste (PS). Il est député européen depuis 2024.

## Jeunesse et carrière
Sérgio Gonçalves est diplômé en économie de l'université de Ljubljana et de la Nova School of Business and Economics de Lisbonne.
En 2019, il est élu député de l'Assemblée législative de Madère et est réélu en 2023.
Il est élu en 2024 au Parlement européen, où il siège au sein du groupe de l'Alliance progressiste des socialistes et démocrates (S&D).